# Asbjørn Joensen
Asbjørn Joensen (* 11. Juli 1927 in Skálavík, Sandoy; † 21. Oktober 1993 in Tórshavn) war ein färöischer Politiker der Sjálvstýrisflokkurin, der unter anderem  von 1972 bis 1975 Minister für Kommunales, Kultur und Bildung in der Landesregierung Atli Dam I sowie zwischen 1974 und 1988 und erneut von 1990 bis zu seinem Tode 1993 Mitglied des Løgting war.

## Leben
Asbjørn Joensen, Sohn von Sunneva Olsen und Joen Pauli Joensen wurde nach einer Berufsausbildung 1951 Maschinenmeister und 1959 Ingenieur und war zwischen 1966 und 1991 Direktor der Technischen Schule in Klaksvík. Zugleich begann er sein politisches für die sozialliberale Unabhängigkeitspartei (Sjálvstýrisflokkurin) in der Kommunalpolitik und war zwischen 1966 und 1980 Mitglied des Stadtrates von Klaksvík. Als Nachfolger von Poul J. Olsen wurde er zudem 1966 Bürgermeister von Klaksvík und bekleidete dieses Amt bis zu seiner Ablösung durch Jógvan Isaksen 1968. Daneben engagierte er sich von 1966 bis 1972 auch als Vorsitzender des Färöischen Gemeindeverbandes FKF (Føroya kommunufelag).
1972 wurde Joensen als Nachfolger von Sámal Petersen in die Landesregierung Atli Dam I und bekleidete in dieser bis zum 11. Januar 1975 das Amt als Minister für Kommunales, Kultur und Bildung. Bei der Løgtingswahl am 7. November 1974 wurde er für die Sjálvstýrisflokkurin erstmals zum Mitglied des Parlaments (Løgting) gewählt und vertrat in diesem nach seiner Wiederwahlen am 7. November 1978, 8. November 1980 und 8. November 1984 bis zum 8. November 1988 den Wahlkreis „Norðuroya“. Daneben war von 1977 bis 1981 Vorstandsmitglied sowie zwischen 1978 und 1981 Vorstandsvorsitzender des Elektrizitätsunternehmen Streymoy-Eysturoy-Vágar (SEV). Bei der Løgtingswahl 17. November 1990 wurde er abermals zum Mitglied des Løgting gewählt und vertrat in diesem nunmehr bis zu seinem Tode am 21. Oktober 1993 erneut den Wahlkreis „Norðuroya“. Nach seinem Tode übernahm das stellvertretende Mitglied Karl Heri Joensen seinen Platz bis zur Løgtingswahl am 7. Juli 1994. Er war mit Karin Helena Waag verheiratet.